# Сливки
Сли́вки — село Калуського району Івано-Франківської області. Входить до складу Перегінської селищної громади. 

## Походження назви
Назва походить від слова «зливки» (раніше тут зливалися річки Лімниця і Млинівка).

## Історія
У 1648 році жителі села брали активну участь у народному повстанні, за що їх очікувала кривава розправа після відходу Хмельницького. Церква села Сливки вперше згадується 1685 року у реєстрі про сплату 5 злотих катедратика (столового податку), удруге — як церква Св. Миколая в реєстрі духовенства, церков і монастирів Львівської єпархії 1708 року.
Церква Св. Миколая з 1760 року, пам'ятка архітектури Української РСР (№ 1195), гуцульська, хрещата в плані дерев'яна церква. Австрійська армія конфіскувала в серпні 1916 р. у церкві 6 давніх дзвонів діаметром 100, 53, 46, 36, 32, 30 см, виготовлених з 1686 до 1909 рр. Після війни польська влада отримала від Австрії компенсацію за дзвони, але громаді села грошей не перерахувала.
Докладніше: Церква Святого Миколая (Сливки)
У 1939 році в селі проживало 1050 мешканців (1010 українців-грекокатоликів, 10 українців-римокатоликів і 30 євреїв).
У роки Другої світової війни в селі діяла філія Калуської торговельної школи, 12 учнів філії 4 грудня 1943 р. розстріляли німці в Новиці, їх у 1995 р. перепоховали на цвинтарі в Добровлянах.

## Сьогодення
Зараз в селі є сільська рада та ЗОШ Ι-ΙΙ ступенів. У жовтні 2008 року відкрито нову церкву. В селі працює школа дзюдо, де безкоштовно навчаються сільські школярі, серед яких є призери і переможці обласних змагань.

## Населення

### Мова
Розподіл населення за рідною мовою за даними перепису 2001 року:
| Мова       | Кількість | Відсоток |
| ---------- | --------- | -------- |
| українська | 1218      | 99.92%   |
| російська  | 1         | 0.08%    |
| Усього     | 1219      | 100%     |

## Галерея

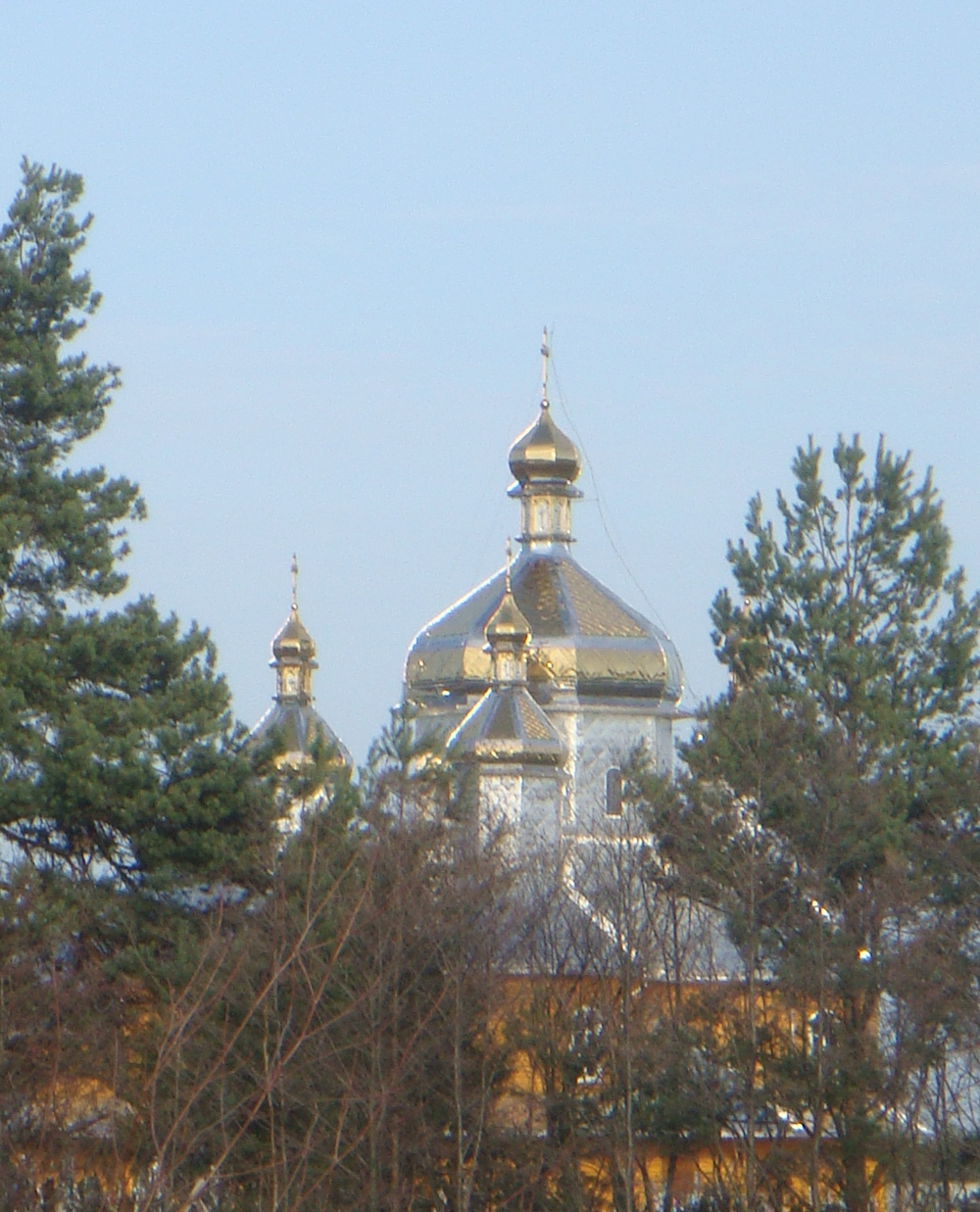
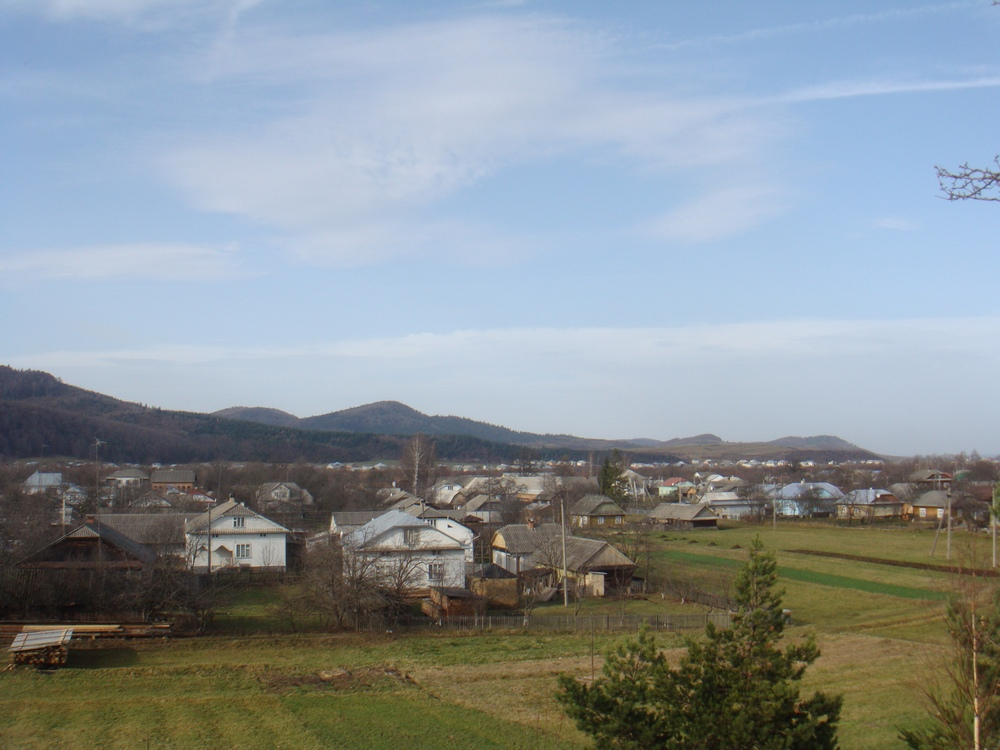
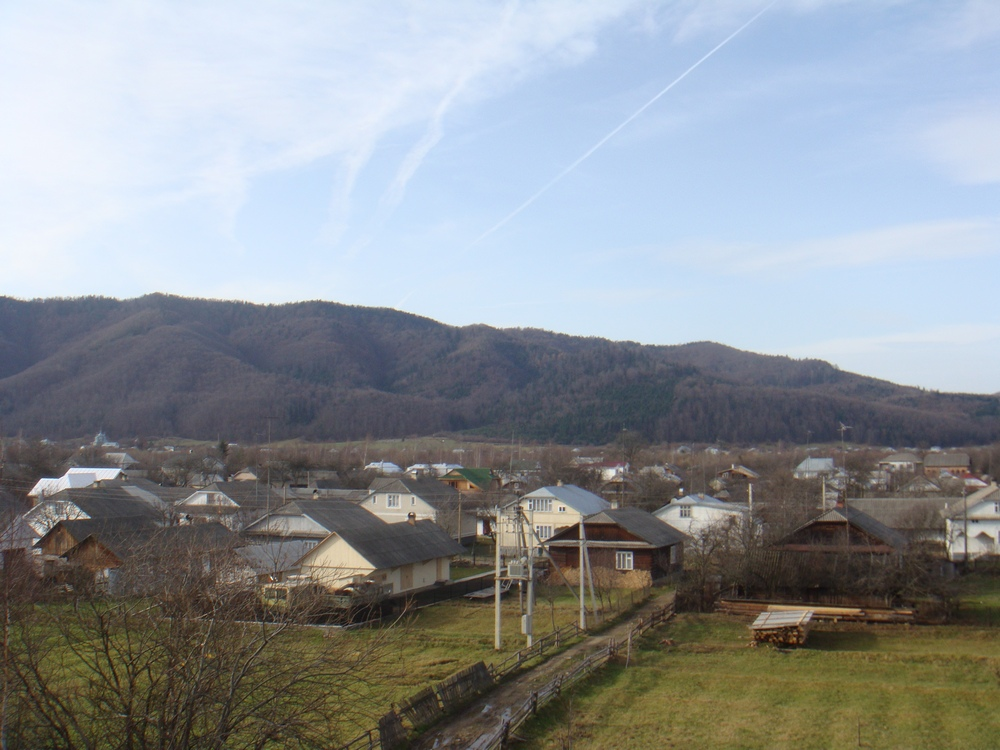

## Відомі люди
- Рараговський Дмитро (1878—1957) — український поет, політичний і громадський діяч.
- Совачів Василь Якович — генерал-хорунжий Армії УНР. Помер у селі Сливки.